# YInMn Blue
Lo YInMn Blue (Y per l'ittrio, In per l'indio e Mn per il manganese), noto anche come Mas Blue, è un pigmento inorganico blu scoperto per caso dallo studente ricercatore Andrew Smith nel laboratorio del professor Mas Subramanian presso l'Università statale dell'Oregon nel 2009. Crayola, attraverso un concorso indetto nel 2017, lo ha rinominato e commercializzato come Bluetiful.
Si tratta dell'ultima tonalità blu ad essere stata sintetizzata, a distanza di più di tre secoli dal blu di Prussia (o di Berlino) del 1706, di due dal blu cobalto (o blu di Dresda) del 1802 e circa 150 anni dopo il blu di Brema del 1858. Lo YInMn Blue è considerato a tutti gli effetti un colore puro, ovvero un colore senza aggiunta di pigmenti neri o bianchi. L'eccezionale intensità del colore è paragonabile a quella dell'International Klein Blue.

## La scoperta

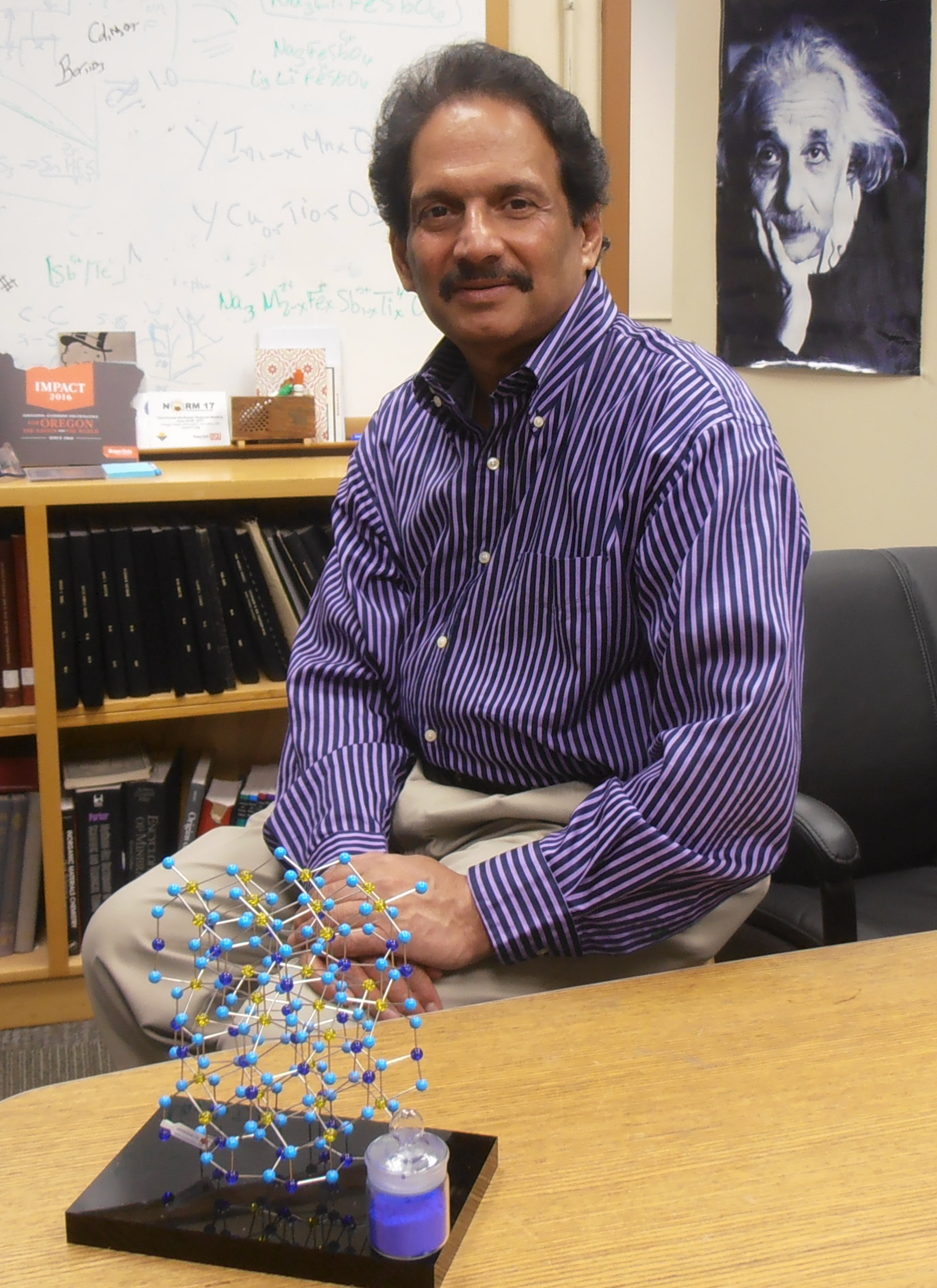
Mas Subramanian con la struttura cristallina dello YInMn Blue

La scoperta del pigmento è stata fortuita e inattesa. Lo studente universitario Andrew Smith, nel tentativo di ottenere una fibra ad alta conducibilità elettrica, ottenne il composto chimico riscaldando a circa 1.100 °C il triossido di manganese con gli ossidi di ittrio e indio (YIn1−xMnxO3). Il prodotto ottenuto non aveva le proprietà ferromagnetiche richieste, ma il docente, il professore Mas Subramanian, notò che il composto, di un colore blu brillante, era in grado di riflettere in modo inusuale la radiazione infrarossa.

## Proprietà e preparazione
La ricerca di un blu perfetto, stabile, non pericoloso e che non si degradasse è andata avanti per migliaia di anni senza risultati ottimali: fu infatti sperimentata da numerose civiltà come gli Egizi, la dinastia Han in Cina e i Maya. Lo YInMn Blue ha numerose caratteristiche che lo rendono uno dei primi pigmenti blu chimicamente stabili e che non cambiano colore con l'illuminazione.
Come affermato dallo stesso Mas Subramanian, esso è uno dei pochi pigmenti inorganici blu a bassa tossicità, a differenza di altri più pericolosi come il blu cobalto, che è cancerogeno, o il blu oltremare sintetico, che emette acido solfidrico.
Un'altra peculiare proprietà della sostanza è quella di riflettere la radiazione infrarossa, in modo tale da diminuire il riscaldamento da irraggiamento luminoso di tutti gli oggetti verniciati con questo pigmento grazie alla sua struttura cristallina; tale proprietà fisica lo rende un ottimale componente per le vernici per automobili e per il restauro dei dipinti.

## Galleria d'immagini

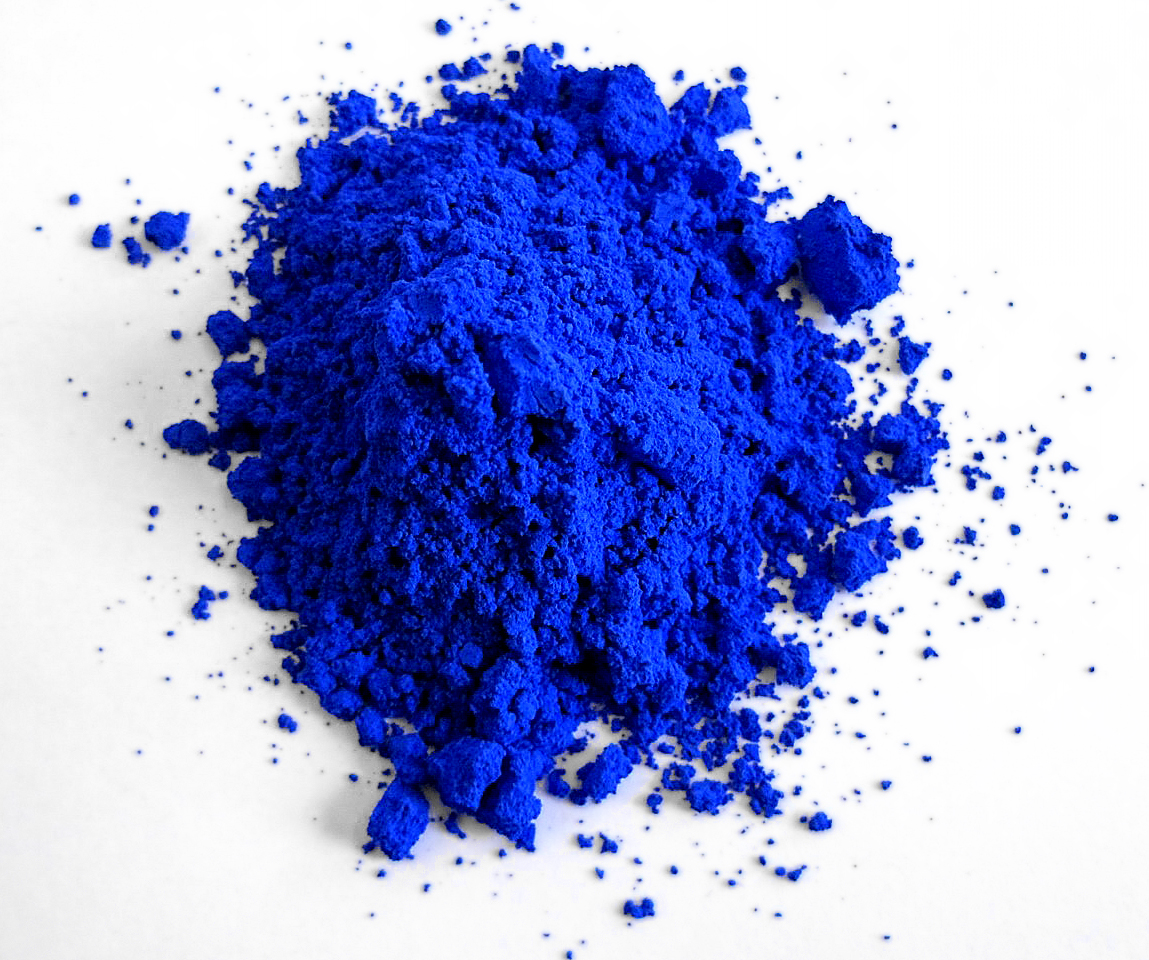
La tonalità dello YInMn Blue commercializzato come Bluetiful (YIn0.9Mn0.1O3)
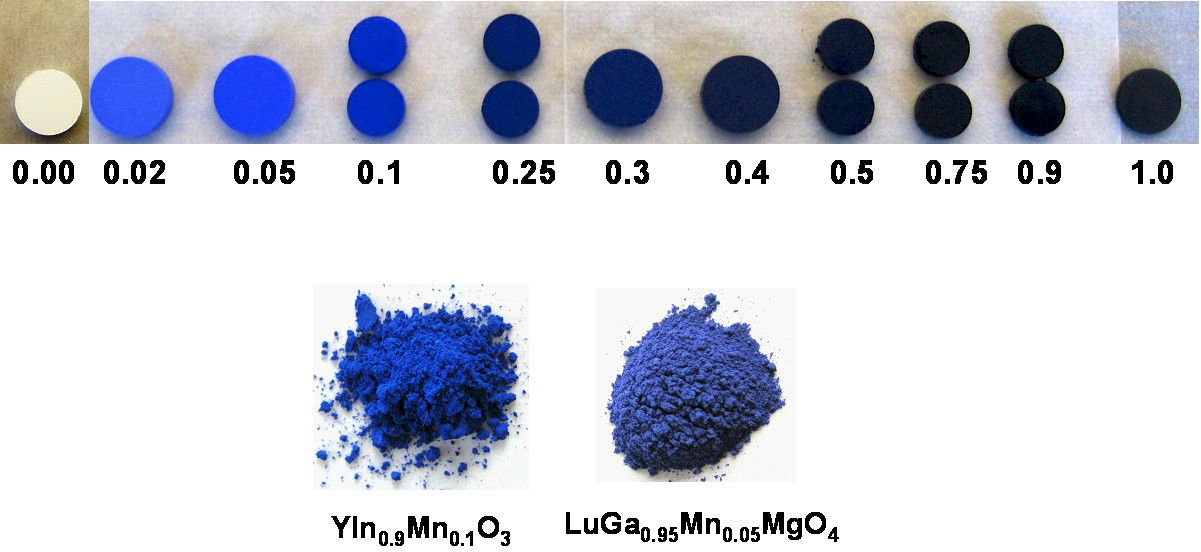
Variazioni di pigmento dello YInMn Blue
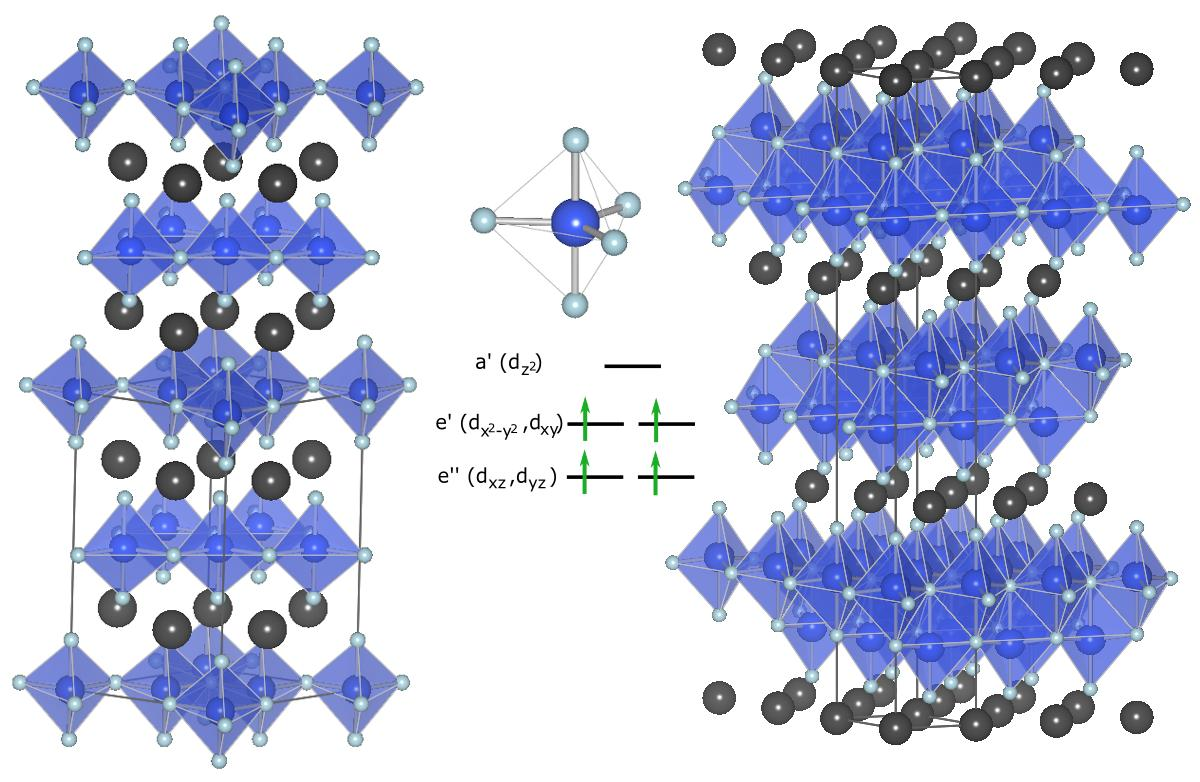
Configurazione chimica dello YInMn Blue